# Molly Adair
Molly Adair, eigentlich Mary Marguerite Potter (* 24. März 1905 in London, Vereinigtes Königreich; † 9. September 1990 in Watford, Hertfordshire) war eine britische Schauspielerin.

## Leben
Molly Adair debütierte 1921 in der Rolle der Stella in den gleichnamigen Stummfilm von 1921. Zwei Jahre später spielte sie die Rolle der Emmeline in der Verfilmung von Henry De Vere Stacpooles The Blue Lagoon und 1924 folgte mit ihrer Doppelrolle der Chaya/Prinzessin Moyain in The Reef of Stars wieder ein Film nach einem Buch von Stacpoole. Während der Dreharbeiten in Südafrika lernte sie den aus Neuseeland stammenden, späteren Schriftsteller, Arthur Siggins kennen und lieben. Das Paar heiratete wenig später. Molly Adair brachte vier Kinder zur Welt und beendete ihre Filmkarriere zugunsten ihres Privatlebens. Ihre Tochter Jill wurde in den 1950er Jahren eine bekannte Schauspielerin. 

## Filmografie
- 1921: Stella
- 1921: The Beryl Coronet
- 1921: The Puppet Man
- 1922: The Exclusive Model
- 1922: Sinister Street
- 1922: Married to a Mormon
- 1923: The Blue Lagoon
- 1924: The Reef of Stars
- 1924: A Gamble in Lives